# نمانیا میلیانوویچ
نمانیا میلیانوویچ (انگلیسی: Nemanja Miljanović؛ زادهٔ ۴ اوت ۱۹۷۱) بازیکن سابق فوتبال و مربی فوتبال اهل سوئد است که مدیر باشگاه کرومووگراد است.